# Чотириок коричневий
Чотириок коричневий (Tetropium castaneum, (Linnaeus, 1758)) — вид жуків з родини Скрипунових. Види роду Tetropium належать до найбільш еволюційно прогресивної гілки підродини Куцовусові.

## Етимологія назви
Видова наукова назва походить від латинського слова «castaneum» — «каштаново-коричневий». Українська назва «коричневий» є співзвучною із науковою латинською. Однак, у багатьох джерелах, особливо зі спрямування лісозахисту, можна трапити й на інші назви, які здебільшого є деривативами або некоректними перекладами із російської. До таких назв, наприклад, належать «вусач ялиновий блискучогрудий», «тетропій ялиновий», «вусач блискучегрудий ялиновий». У багатьох випадках такі назви є прямим перенесенням із російського «усач блестящегрудый еловый», що вважається неприйнятним для використання в українській національній номенклатурі.

## Поширення
Чотириок коричневий — європейсько-сибірський вид європейського зоогеографічного комплексу. Ареал охоплює переважно гірські системи Європи та хвойні ліси Сибіру. 
В Україні Чотириок коричневий є звичайним у хвойних лісах Карпат, Кримських Гір і Полісся; спорадично трапляється по усій території у соснових плантаціях.

## Морфологія

### Імаго
Дорослі комахи характеризуються блискучою передньоспинкою, диск якої вкритий дрібними розрідженими цяточками, її боки в густій зернистій поцяткованості. Голова коротка з поздовжньою боріздкою між вусиками. Очі дрібно фасетовані, дуже глибоко виїмчасті. Вусики короткі, не довші за половину тіла, їх 1-й членик товстий, короткий. Передньоспинка на боках закруглена. Надкрила паралельні, ширші за передньоспинку. Стегна булавоподібні. Верх тіла в найдрібнішій поцяткованості. Чорний або бурий, часто надкрила бурого, а тіло чорного кольорів. Ноги чорного, бурого або рудуватого забарвлення. Довжина 8-18 мм.

### Личинка
Передній край лобу личинки несе 6 епістомальних щетинок. Вусики 3-членикові. Вічок немає. Гіпостом біля гіпостомальних швів, майже, в 3 рази довший за ґулярну смугу. Мандибули з плавно вирізаним ріжучим краєм, без боріздкоподібних майданчиків. Вентральний і дорзальний зубці короткі, не гострі. Основа пронотуму та поверхня мозолів черевця, з дорзальної сторони, мають по 4, а з вентральної — 2 поздовжні боріздки. Поперечні боріздки непомітні. Дихальця дрібні, округлі, з 2 краєвими камерами. 9-й тергіт черевця з парою маленьких загострених урогомф, що сидять на спільній основі. Довжина — 18-25 мм, ширина 4,5-5 мм.

## Життєвий цикл
Життєвий цикл триває 2 роки.

## Екологія
Дорослі комахи зустрічаються на свіжих вирубках, вітровалах, вмираючих, ошкурених та повалених деревах. Літ розпочинається в половині червня і триває до серпня. Личинки розвиваються у хвойних деревних породах, зокрема смереці і рідше ялиці та сосні. Поселяються в стовбурах ослаблених, ушкоджених, хворих дерев. Ходи личинок мають характерні гачкоподібні вигини.